# Paphiopedilum fowliei
Paphiopedilum fowliei es una especie de planta perteneciente a la familia Orchidaceae. Es endémica de Filipinas en las islas Palawan. Su hábitat natural son las selvas húmedas bajas tropicales o subtropicales. Está tratada en peligro de extinción por pérdida de hábitat. 

## Descripción
Es una orquídea de pequeño tamaño con hábito semi-terrestre con hojas de color gris azulado. Florece en la primavera y el verano en una inflorescencia erecta y velluda de 25 cm de largo. Tiene especie de cultivo.

## Distribución y hábitat
Se encuentra en las Filipinas en altitudes superiores a 500 metros en las rocas de piedra caliza. 

## Taxonomía
Paphiopedilum fowliei fue descrita por L.A.Birk y publicado en Orchid Digest 45(2): 63. 1981.
Etimología
El nombre del género viene de « Cypris», Venus, y de "pedilon" = "zapato" o "zapatilla" en referencia a su labelo inflado en forma de zapatilla.
fowliei; epíteto otorgado en honor de Fowlie, un estadounidense entusiasta de las orquídeas.
Sinonimia
- Paphiopedilum fowliei f. christianae Braem
- Paphiopedilum fowliei f. sangianum (Braem) O. Gruss & Roeth
- Paphiopedilum fowliei var. sangianum Braem
- Paphiopedilum hennisianum var. fowliei (Birk) P.J.Cribb[4][5]